# Свети Евстатий (Кримини)
Вижте пояснителната страница за други значения на Свети Евстатий.
„Свети Евстатий“ (на гръцки: Αγίου Ευσταθίου) е православна църква в населишкото село Кримини, Егейска Македония, Гърция, част от Сисанийската и Сятищка епархия.

## История
Църквата е построена в 1868 година на мястото на първата църква на централния площад на селото и празнува на 20 септември. Това е трикорабна базилика с дървен двускатен покрив, покрит с керемиди. Външно размерите са около 21 m дължина и 12 m ширина. Височината е 8,50 m. Стените са изградени с дялан порфир. В църквата, върху икона с двойно изображение на Животворящия извор и на Всички светии, има подпис на зограф Неофит от Борботско: „καὶ χεὶρ Νεοφύτου ἱερομόναχου Πορμπουτζιότου 1778 Αὐγούστου 9“ („и ръцете на Неофит, йеромонах Порбуциотос 1778 август 9“).